# アキダリア平原
アキダリア平原 (Acidalia Planitia) は、火星にある平原である。タルシスとアラビア大陸の間、マリネリス渓谷の北に位置し、中心の座標は北緯46度42分 東経338度00分 / 北緯46.7度 東経338.0度である。平原内のクレーターの多い高地と接して、有名な火星の人面岩を含む地域がある。
この平原は、ジョヴァンニ・スキアパレッリによって作成された火星地図において対応するAlbedo featureの名前（ウェヌス・アキダリアに由来）から命名された。